# 青岛德国建筑
青岛德国建筑是位于中华人民共和国山东省青岛市的全国文物保护单位。按其类型、使用性质可分为行政性建筑、军事类建筑、公共设施类建筑、经济和文化类建筑、商业娱乐性建筑等。

## 概况
1898年德意志帝國建立胶州湾租借地后，在青岛兴建了体系较为完整的建筑，这些建筑对体现青岛城市风貌特色起着主导作用。青岛经过百余年的发展，逐步形成了欧式建筑特别是德国建筑为主要特色的青岛城市近现代建筑艺术文化景观。在这些建筑中所包含的德国青年派、哥特式、罗马式、巴洛克式以及拜占庭式、折衷主義等建筑风格，体现了欧洲近现代建筑艺术美学倾向，体现了文艺复兴到近现代所表现的积极的人文主义思想。
德国建筑主要分布在青岛市市南区、市北区等十处历史文化保护区之中，如中山路、沂水路、太平路、广西路、河南路、曲阜路、湖南路等，现在基本保持着青岛在德国时期的建筑格局和原有的历史风貌。这些街道两侧的德国建筑，其平面布局、立面设计呈现出明显的德意志民族风格特征。
建筑本身多为砖木结构，所用石料为采自崂山的花岗岩，钢材则由德国本土运来。大型建筑多配以花岗石嵌角或采用厚重的蘑菇石作墙裙。建筑风格的变化主要体现在屋顶方面，精良的牛舌瓦置于屋面并常采用折坡形式，高耸的山墙既打破屋檐单调的水平线，又起到构图中心和视角焦点的作用，山墙上经常配以仿木结构的欧洲中世纪田园建筑设计手法，门窗边习惯加上精美的装饰线条。根据建筑的使用性质，门窗套的顶部又不断处理为卷拱型的格调形式。建筑外墙多采用水泥为材料，并伴以凹凸花纹或水泥拉毛的做法，外墙色彩多以米黄色为主。建筑多以独立的布局出现。这些设计手法再配以屋前房后的绿树映衬，更加上建筑物处在青岛这片碧海丘陵之间，所以形成了后人经常谈及的“红瓦、黄墙、绿树、碧海、蓝天”为青岛城市特有风貌之说。1913年《香港每日新闻》对青岛的报道体现了青岛德国建筑的特点：“从海上眺望青岛城，只见其座落在一片旖旎风光之中。其建筑整齐美观，重重红色屋顶跃动于层层翠绿之中，令人心旷神怡。这景色简直像是德国的一个小小剪影，这剪影在移植过程中变得愈加完美。”

## 列表
| 名称                     | 年代         | 位置                                                                                | 批次         | 概况 | 图片 | 文物保护单位标志       |
| ------------------------ | ------------ | ----------------------------------------------------------------------------------- | ------------ | --- | ---- | ---------------------- |
| 青岛德国总督府旧址       | 1904—1906年  | 市南区沂水路11号 36°3′53.172″N 120°19′39.252″E / 36.06477000°N 120.32757000°E       | 1996年第四批 | 德式公共建筑。根据19世纪欧洲公共建筑的艺术形式设计，具有中轴对称的平面和略为突出的四角与中间的特点。         |      |                        |
| 青岛德国总督楼旧址       | 1905—1907年  | 市南区龙山路26号 36°3′51.660″N 120°19′9.624″E / 36.06435000°N 120.31934000°E        | 1996年第四批 | 德式建筑。德国威廉二世时代的典型建筑式样与德国青年派手法相结合的产物。现开辟为迎宾馆。                       |      | 青岛德国总督楼         |
| 德国警察署旧址           | 1904年       | 市南区湖北路29号 36°3′56.592″N 120°18′38.052″E / 36.06572000°N 120.31057000°E       | 2006年第六批 | 德式公共建筑。现为青岛市公安局办公楼。                                                                       |      | 德国警察署旧址         |
| 胶州帝国法院旧址         | 1912年       | 市南区德县路2号 36°3′50.112″N 120°19′7.464″E / 36.06392000°N 120.31874000°E         | 2006年第六批 | 德式公共建筑。建筑面积3126.57平方米，地上三层，地下一层。                                                    |      | 胶州帝国法院旧址       |
| 欧人监狱旧址             | 1900年       | 市南区常州路25号 36°3′40.716″N 120°19′24.996″E / 36.06131000°N 120.32361000°E       | 2006年第六批 | 德国建筑。占地面积6309平方米。                                                                               |      | 青岛德国监狱旧址       |
| 俾斯麦兵营旧址           | 1899—1909年  | 市南区鱼山路5号 36°3′58.356″N 120°20′1.248″E / 36.06621000°N 120.33368000°E         | 2006年第六批 | 中国海洋大学院内。德国三段式建筑。共五座楼，建筑设计基本一致。                                               |      |                        |
| 伊尔蒂斯兵营旧址         | 1899—1901年  | 市南区香港西路2号 36°3′32.688″N 120°20′50.388″E / 36.05908000°N 120.34733000°E      | 2006年第六批 | 南欧式风格建筑。占地面积65932平方米，总建筑面积约6000平方米。现为海军北海舰队驻地。                          |      |                        |
| 青岛山炮台遗址           | 1899年       | 市北区兴安支路1号 36°4′10.524″N 120°20′16.728″E / 36.06959000°N 120.33798000°E      | 2006年第六批 | 由南、北炮台和德军“青岛要塞”地下中心指挥部组成，为德国驻军九大永久性炮台之一。                               |      | 青岛山炮台遗址         |
| 游内山灯塔               | 1900年       | 市南区团岛角西南游内山 36°2′41.928″N 120°16′57.540″E / 36.04498000°N 120.28265000°E | 2006年第六批 | 为八角形砖石结构，共三层，地下一层，建筑总高15.4米。现为交通部青岛海监局航标处使用。                         |      |                        |
| 小青岛灯塔               | 1900年       | 市南区青岛湾小青岛 36°3′11.628″N 120°19′7.356″E / 36.05323000°N 120.31871000°E      | 2006年第六批 | 船只进出青岛湾的最重要航标。建筑总高18米。现保存完好，由交通部青岛海监局航标处使用。                         |      | 小青岛灯塔             |
| 胶澳海关旧址             | 1913至1914年 | 市北区新疆路16号 36°5′1.392″N 120°19′8.724″E / 36.08372000°N 120.31909000°E         | 2006年第六批 | 建筑面积约2824平方米。砖木结构，主体连阁楼、地下室共4层。建筑平面俯视如同军舰形。                            |      |                        |
| 观象台办公楼             | 1910—1912年  | 市南区观象二路15号 36°4′10.524″N 120°19′22.440″E / 36.06959000°N 120.32290000°E     | 2006年第六批 | 德国古堡式建筑。建于观象山顶，总高度77.76米。地上三层，地下一层。牛舌瓦屋面。                                |      |                        |
| 德国领事馆旧址           | 1899—1912年  | 市南区青岛路1号 36°3′46.296″N 120°19′9.444″E / 36.06286000°N 120.31929000°E         | 2006年第六批 | 建筑面积1165.39平方米。砖石木结构，二层带有阁楼和地下室。                                                    |      | 德国领事馆旧址         |
| 德华银行旧址             | 1899—1901年  | 市南区广西路14号 36°3′42.876″N 120°19′8.580″E / 36.06191000°N 120.31905000°E        | 2006年第六批 | 19世纪意大利文艺复兴式建筑风格德国三段式建筑，砖木结构。占地8306.71平方米，建筑面积562平方米。               |      | 德华银行旧址           |
| 山东路矿公司旧址         | 1899—1902年  | 市南区广西路14号 36°3′40.968″N 120°19′14.880″E / 36.06138000°N 120.32080000°E       | 2006年第六批 | 建筑为德国三段式，占地面积约594平方米，砖石木结构楼房，高约14米。                                            |      | 山东路矿公司旧址       |
| 德华高等学堂旧址         | 1910—1912年  | 市南区朝城路4号 36°3′32.112″N 120°18′19.764″E / 36.05892000°N 120.30549000°E        | 2006年第六批 | 学堂占地约40093.53平方米，主楼二层，有地下室、阁楼。分设初级部和高级部。现为铁路局使用。                     |      | 德华高等学堂旧址       |
| 基督教堂                 | 1908—1910年  | 市南区江苏路15号 36°3′53.676″N 120°19′22.836″E / 36.06491000°N 120.32301000°E       | 2006年第六批 | 砖石结构德国古堡式建筑，建筑面积1167.18平方米。由钟楼和教堂两部分组成。                                      |      | 基督教堂               |
| 天主教堂                 | 1932年       | 市南区浙江路15号 36°4′3.936″N 120°18′55.296″E / 36.06776000°N 120.31536000°E        | 2006年第六批 | 又称圣弥爱尔大教堂，钢筋混凝土结构占地11480平方米，建筑面积1877.48平方米。                                   |      | 天主教堂               |
| 海滨旅馆旧址             | 1903年       | 市南区南海路23号 36°3′29.340″N 120°20′9.924″E / 36.05815000°N 120.33609000°E        | 2006年第六批 | 十九世纪德式公共酒店建筑。建筑面积4940.55平方米。地上三层，地下一层，钢筋水泥结构。                          |      | 海滨旅馆旧址           |
| 德国第二海军营部大楼旧址 | 1899年       | 市南区沂水路9号 36°3′51.948″N 120°19′13.332″E / 36.06443000°N 120.32037000°E        | 2006年第六批 | 建筑风格为德国文艺复兴式，砖石木结构。建筑面积1515平方米。地上二层，地下一层，有阁楼。                       |      | 德国第二海军营部大楼   |
| 青岛国际俱乐部旧址       | 1910年       | 市南区中山路1号 36°3′46.404″N 120°18′51.192″E / 36.06289000°N 120.31422000°E        | 2006年第六批 | 德国青年派风格建筑。建筑面积1891平方米，砖石木结构。地上二层，地下一层，有阁楼。                             |      | 青岛国际俱乐部旧址     |
| 侯爵饭店旧址             | 1906年       | 市南区广西路37号 36°3′48.600″N 120°18′55.512″E / 36.06350000°N 120.31542000°E       | 2006年第六批 | 德国建筑，砖石结构，建筑面积约1474.32平方米。楼体共4层，包括阁楼、地下室。楼高10余米。                       |      | 侯爵饭店旧址           |
| 路德公寓旧址             | 1905年       | 市南区德县路4号 36°3′53.676″N 120°19′4.548″E / 36.06491000°N 120.31793000°E         | 2006年第六批 | 德三段式公共建筑。总建筑面积约1600平方米。砖木结构，地上二层，有阁楼，地下一层。花岗岩墙基，牛舌瓦折坡屋面。 |      | 路德公寓旧址           |
| 医药商店旧址             | 1905年       | 市南区广西路33号 36°3′48.240″N 120°18′56.484″E / 36.06340000°N 120.31569000°E       | 2006年第六批 | 德国青年派风格建筑，共4层，包括一层地下室和阁楼，建筑面积约1960平方米。                                      |      | 医药商店旧址           |
| 水师饭店旧址             | 1901—1902年  | 市南区湖北路17号 36°3′56.844″N 120°18′50.940″E / 36.06579000°N 120.31415000°E       | 2006年第六批 | 德国新文艺复兴风格三段式建筑，地上三层，带阁楼，地下室一层。                                                 |      | 水师饭店旧址           |
| 德国海军军官俱乐部旧址   | 1909年       | 市南区莱阳路8号 36°3′17.712″N 120°19′28.776″E / 36.05492000°N 120.32466000°E        | 2019年第八批 | 建筑平面为不规则的矩形，主体建筑为三层，带阁楼，地下室一层。                                                 |      | 德国海军军官俱乐部旧址 |